# Abadia de Pannonhalma
L'abadia de Pannonhalma situada a Pannonhalma, Hongria (construïda l'any 996), està inscrita a la llista del Patrimoni de la Humanitat de la UNESCO des del 1996: «mostra de manera excepcional l'estructura i l'organització d'un monestir cristià en constant evolució des de fa milers d'anys».
El monestir acull també una escola, un liceu de 350 estudiants en internat, els allotjaments dels monjos, una llar per a ancians, una biblioteca i una escola superior de teologia.
Des de la seva creació, l'abadia ocupa un lloc especial en la història d'Hongria; hi han arribat prestigiosos visitants com el primer rei d'Hongria, Esteve I (1000-1038) o Joan Pau II i el Dalai-lama, que l'han visitat més recentment.

## Història
L'any 996, el príncep Géza sol·licita als monjos benedictins la fundació d'un monestir al turó Pannonhalma, lloc de naixement de sant Martí de Tours. Segons la tradició hongaresa, el primer abat va ser-ne sant Anastasi, que va portar la corona a sant Esteve I d'Hongria des de Roma.
El 997, després de la mort de Géza, segons les lleis cristianes, l'hereu al tron hongarès era el seu fill sant Esteve, però el líder pagà Cupan, també membre de la família reial, es va adjudicar el tron per a si mateix al·legant que era major en edat al jove príncep. Valent-se d'exèrcits germànics i hongaresos, sant Esteve va vèncer les forces paganes de Cupan, senyor de la regió hongaresa de Somogy, al sud del llac Balaton. Esteve va decidir que després de la seva execució, el delme dels seus territoris fossin enterament a les arques de l'abadia de Pannonhalma, cosa que la va enriquir importantment.
Els monjos benedictins de Pannonhalma van ser els pioners que van conduir l'evangelització a Hongria. Van crear la primera escola magiar, i redactaren, el 1055, el primer text escrit en llatí que contenia paraules en hongarès (actualment, la comunitat monàstica encara té un lloc important en la propagació de la cultura cristiana a la regió). El 1242 va ser defensada amb èxit de la invasió mongol per l'abat Uros de Pannonhalma, que va organitzar l'estratègia per a la seva preservació (aquest destacat abat és recordat per haver participat en la cinquena croada al costat del rei Andreu II d'Hongria, i per haver dut a terme nombrosos compendis de documents legals). L'abadia va ser construïda com una fortalesa, i segles més tard patirà tres ocupacions turques, durant les quals els monjos van haver de fugir per salvar la major quantitat possible de béns.
El 1786, Josep II d'Àustria tanca els monestirs, però va restablir el 1802 el de Pannonhalma, amb la condició que els monjos ensenyessin. L'abadia va esdevenir un centre universitari, i va reunir més de 350.000 volums a la seva biblioteca.
Protegida per la Creu Roja durant la Segona Guerra Mundial (1939 - 1945), l'abadia no va patir danys ni pillatge. Sota el règim comunista (1950 - 1990), malgrat una interrupció entre 1945 i 1950, va conservar les seves propietats i el seu estatus d'ensenyament privat. El desembre de 1996, en ocasió del seu mil·lenari, va ser inscrita en la llista del patrimoni mundial de la UNESCO després d'una commemoració, en presència del papa Joan Pau II.
L'abadia de Pannonhalma és una destinació turística popular per als que visiten Hongria (més de 200.000 l'any). Actualment, el 2009 cursa l'any escolar la promoció número 1014.